# ENTIRE

Entire Function Server Architecture (Originalbild aus dem White Paper 1990)

ENTIRE ist ein Produkt der Software AG.
Entire Function Server Architecture (EFS) ermöglicht es, Anwendungssysteme aus Komponenten aufzubauen, welche als Services verteilt in einem Netzwerk von heterogenen Computern implementiert sind.
Ziel der Architektur ist die Erzielung von entferntem Zugriff auf Anwendungen von jedem Punkt, Offenheit für die Integration von Komponenten verschiedener Hersteller in einer Anwendung (Enterprise Application Integration EAI), Flexibilität für die Verteilung der Komponenten einer Anwendung in einem Netzwerk, Skalierbarkeit, Erweiterbarkeit durch Hinzufügen neuer Funktionsserver und evolutionäre Erneuerung von Anwendungssystemen durch den transparenten Austausch einzelner Funktionskomponenten.
Die Entire Function Server Architecture wurde bereits 1990 als Serviceorientierte Architektur (SOA) – also fünf Jahre vor der Definition von SOA durch die Gartner Group – von Software AG der Öffentlichkeit vorgestellt und bereits 1992 in wesentlichen Teilen ausgeliefert. EFS ist damit die erste Serviceorientierte Architektur, welche am Markt eingeführt wurde. Entire wird auch aktuell von Software AG angeboten und weiterentwickelt.
Die Entire Function Server Architecture besteht aus vier wesentlichen Komponenten:
- Open Function Server (OFS), der als Broker von Services (entsprechend Middleware) zwischen den Serverdiensten und den Clienten fungiert und eine EAI Plattform bildet. Dafür werden Nachrichten verwaltet (Message Broker), Services (entsprechend den heutigen Web Services) mit Namen aufgerufen (heute URI) und über ein Verzeichnis (heute UDDI) der entsprechende Server lokalisiert und adressiert.
- Function Server Protocol (FSP), ein logisches Protokoll, welches die Inhalte der Service-Aufträge und Ergebnisse beschreibt (heute vergleichbar mit XML-RPC und SOAP)
- Open Communication Network (OCN), welches eine messagebasierte Kommunikation von Aufträgen und Ergebnissen über unterschiedlichste Übertragungsprotokolle abwickeln kann. Implementiert waren 1992: IBM SNA, SNI NEA, DECnet, TCP/IP. Heute bildet das Internet (TCP/IP und http) eine entsprechende standardisierte Kommunikationsplattform.
- Client Workstation (EWS), welche eine systemneutrale Umgebung für die Zusammenführung von Anwendungen und die Präsentation der Nutzeroberfläche definiert.